# Bazardüzü
Der Bazardüzü Dağı (russisch Базардюзю, Basardjusju) ist mit 4466 m der höchste Berg Aserbaidschans sowie der Republik Dagestan innerhalb der Russischen Föderation.
Der Berg liegt wenige Kilometer nördlich des Hauptkamms des Großen Kaukasus. Über den Gipfel verläuft die Grenze zwischen Aserbaidschan und Russland.
Etwa sieben Kilometer südwestlich des Gipfels befindet sich der südlichste Punkt der Russischen Föderation.
Der Gipfel wurde erstmals 1847 vom Russen A. Alexandrow über den Nordostgrat bestiegen.